# GenBank
GenBank ist eine der drei im INSDC zusammengeschlossenen DNA-Sequenzdatenbanken und wird vom US-amerikanischen National Center for Biotechnology Information betrieben. Im Februar 2023 enthielt die Datenbank mehr als 240 Millionen Sequenzen mit zusammen über 1700 Milliarden Basen. Neben GenBank existieren auch noch das European Nucleotide Archive (ENA) des European Molecular Biology Laboratory (EMBL-Bank) und die DNA Data Bank of Japan (DDBJ). Die Sequenzdaten dieser drei Datenbanken werden täglich untereinander abgeglichen, im Rahmen der Internationalen Nukleotidsequenz-Datenbank-Zusammenarbeit (INSDC).
Da die in diesen Datenbanken enthaltenen Sequenzinformationen eine wichtige Grundlage für die Arbeit von Forschern darstellen, verlangen die meisten wissenschaftlichen Zeitschriften die Ablage von neuen Sequenzdaten in einem dieser Archive.
GenBank ist frei zugänglich. Sequenzdaten können von jedermann mittels Webschnittstelle, Konsolenanwendung, oder FTP abgerufen werden.